# Asyrská hymna
Roomrama je de facto národní hymnou národa Asyřanů. Hudbu složil Nebu Juel Issabey a text byl napsán Yosipem Betem Yosipem, asyrským básníkem. 
Existuje zde ještě jedna neoficiální hymna: Salma d'Shoobakhan.

## Text
| asyrský text (syrské písmo) | transkripce                       | český překlad                   |
| --------------------------- | --------------------------------- | ------------------------------- |
| ܩܵܐ ܪܘܼܡܪܵܡܵܐ ܕܫܸܡܵܐ ܪܵܡܵܐ          | Qa Roomrama D-Shima Rama          | Pro čest a pokrok               |
| ܕܐܘܼܡܬܲܐ ܐܵܬܘܿܪ ܟܵܠܲܚ ܒܫܠܵܡܵܐ       | D-Umtan Atoor Kalakh B-Shlama     | našeho velikého národa Asyřanů, |
| ܗܿܝ ܕܗܘܸܐ ܠܵܗܿ ܕܲܪܓܘܼܫܬܵܐ ܕܡܲܪܕܘܼܬܵܐ  | Ay D-Weela Dargooshta D-Mardoota  | který byl kolébkou civilizace,  |
| ܩܵܐ ܐܝܼܩܵܪܵܐ ܕܐܲܒܼܵܗܵܬܲܢ             | Qa Eeqara D-Awahatan              | pro čest našich předků,         |
| ܐܵܢܝܼ ܕܦܪܸܣܠܗܘܿܢ ܠܡܸܬ ܥܲܡܪܵܢܝܼܬܵܐ    | Aney D-prisloon L-Mitamranita     | kteří se rozešli po celé Zemi   |
| ܐܵܢܝܼ ܕܡܗܘܼܪܝܵܐ ܠܗܘܿܢ ܐܵܗ ܒܲܪܢܵܫܘܼܬܵܐ | Aney D-Mhoodyaloon Ah Barnashoota | a vedli národy,                 |
| ܕܥܵܡܪܵܐ ܗܘܵܐ ܒܫܠܵܡܵܐ ܗܲܠ ܐܵܒܵܕܘܼܬܵܐ   | D-Amrawa B-Shlama Hal Abadoota    | aby žili navěky v míru,         |
| ܕܚܲܝܘܿܗܿ ܥܵܒܼܪܝܼ ܗܘܵܘ ܒܪܘܵܚܲܢܝܘܼܬܵܐ    | D-Khayo Oree'wa B-Rwakhaniyoota   | žili v bohatství a hojnosti     |
| ܕܝܵܪܡܵܐ ܗܘܵܐ ܒܡܵܪܝܵܐ ܓܵܘ ܥܸܠܵܝܘܼܬܵܐ   | D-Yarmawa B-Marya Go Elayoota     | a dosáhli velikosti v Bohu.     |